# Hastighedskontrol og togstop
HastighedsKontrol og automatisk Togstop (HKT) er et togkontrolanlæg, der indtil 2022 anvendtes på det meste af S-banen i København, dels til at skabe en høj kapacitet (høj togtæthed) og dels til at sikre togenes kørsel. 
HKT, der blev påbegyndt indført i 1975, består dels af faste anlæg, der ved hjælp af linjelederantenner mellem skinnerne overfører informationer fra sikringsanlæggene til togene og dels af mobile anlæg, der modtager informationer fra linjelederne, behandler disse og præsenterer resultatet for lokomotivføreren i førerrumssignalet, et instrument i førerrummet, der viser tilladt hastighed.

## Baggrund
Formålet med HKT var at
- at supplere signaler og sikringsanlæg ved at nødbremse tog der fejlagtigt passerer et signal, der viser stop
- at sikre at den tilladte hastighed overholdes
- at muliggøre tættere togfølge
- at reducere antallet af ydre signaler.

UdformningStrækninger og stationer udstyret med HKT var opdelt i korte HKT-afsnit, der adskiltes med et HKT-mærke og hvor der kunne være tog i hvert afsnit. I hvert afsnit er en linjeledersløjfe, der er udlagt mellem skinnerne, hvor der udsendes tonefrekvensvekselstrømme, der overfører informationer til S-togenes mobile anlæg. Med 6 forskellige tonefrekvenser, der kodes to og to, kan overføres 15 forskellige informationer som f.eks. tilladte hastigheder, stop, midlertidige hastighedsnedsættelser og ordre om kørsel på ydre signaler (efter normale signaler). Disse informationer vises for lokomotivføreren i et førerrumssignal. Over for S-tog med virksom HKT viser de ydre signaler pga. førerrumssignalet et reduceret signalaspekt – på hovedsignaler 2 brandgule lanterner skævt for hinanden ("kineserøjne") og signaler ved perroner viser kun hvide lys.
Tog og køretøjer uden HKT-anlæg, som fx godstog, andre persontog og S-tog med uvirksom HKT anvender de ydre signaler (kaldet Y-togveje; en togvej, hvor der køres på ydre signaler). For S-tog med virksom HKT sker kørsel på ydre signaler også, når det fast HKT-anlæg er bortkoblet. Der er væsentlige færre blokafsnit, hvor signalerne afskiller hvert blokafsnit. De færre blokafsnit medfører at kapaciteten reduceres betydeligt når de bruges. Her vises de normale signalaspekter med rød, gul og grønne lanterner.
Det faste HKT er nært sammenkædet med sikringsanlæg DSB type 1969 og er opbygget efter sikkerhedsmæssige principper, således at enhederne er selvovervågende. Ved fejl i HKT-systemet nedbremses toget til standsning.
HKT-blokafsnit er designet efter S-togs bremseegenskaber og derfor kan andre typer af tog ikke bruge mobil HKT-anlæg. Andre tilsvarende systemer, som fx det hollandske ATB, har færre kodemuligheder, men kan bruges på alle typer af tog. Men for at kunne rumme de forskellige typer, har det hollandske system en større sikkerhedsmargin, som ikke er nødvendig i S-banesystemet, netop fordi det er designet til en type materiel.

## F-HKT
F-HKT var en forenklet udgave af HKT, der ikke længere anvendes efter introduktionen af CBTC på Nordbanen. F-HKT, der ikke var signalteknisk sikkert, fungerede ved at linjeledere af op til 100 meters længde foran hvert hovedsignal bremsede toget ned, hvis det forsøgte at passere signalet når det viser stop. Der var ingen overvågning af togets hastighed og nedbremsningen kunne derfor forekomme fra ganske høj hastighed, så F-HKT kunne ikke sikre, at et tog standses i sikkerhedsafstanden efter signalet.

## Udfasning af HKT
BaneDanmark påbegyndte i 2016 at erstatte der ældre HKT system med fysiske signaler og baliser med det nyere signalsystem Communication-based train control (CBTC), der indtil videre er blevet installeret på Ringbanen, Nordbanen, Hareskovbanen, og S-banedelen af Kystbanen fra Hellerup til Klampenborg. På det centrale stykke imellem Svanemøllen og Carlsberg/Sydhavn stationer blev HKT og signalerne erstattet med CBTC i weekenden den 15.-16. januar 2022. Dette er på samme tid farvel til de fysiske jernbanesignaler på stykket imellem Svanemøllen og "Skelbæk" Station.
Frederikssundbanen, Køge Bugt-banen og S-togsgrenen af Vestbanen til Høje Taastrup blev integreret i CBTC i weekenden 24.-25. september 2022 og derved er det slut med fysiske signaler og HKT på S-banenettet, og de sidste S-tog der derved kørte på HKT. Kørte fra Københavns hovedbanegård i retning mod Køge klokken 00.32. I retning imod Frederikssund klokken 00.36. og de to uigenkaldeligt sidste s-tog der kørte på HKT. klokken 00.42 og 01.02, imod Høje Taastrup på linje B. Derved sluttede en historie på den Københavnske S-bane.